# Последња Посејдонова авантура
Последња Посејдонова авантура (енгл. Beyond the Poseidon Adventure) амерички је авантуристички трилер из 1979. године. Режију потписује Ирвин Ален, по роману Посејдонова авантура Пола Галика. Наставак је филма Посејдонова авантура из 1972. године. Главне улоге тумаче Мајкл Кејн и Сали Филд.
Приказан је у мају 1979. године, а остварио је критички и комерцијални неуспех. Једини је Аленов филм катастрофе који није добио ниједну номинацију за Оскара. Зарада је износа само 20% од процењеног буџета од 10 милиона долара.

## Радња
Пролазак чудовишног плимног таласа оставио је луксузни путнички брод Посејдон преврнут усред океана, док се неколицина преживелих путника труди да спаси у збуњујућем свету обрнутом наопако.
Капетан теретњака Мајк Тернер, први официр Вилбур Хабард и путница Селест Витман улазе у тонући брод надајући се да ће спасити његов драгоцени терет, али пронађу још више преживелих. Међутим, и други су се укрцали на брод, предвођени злогласним др Стефаном Свевом. Он је у потрази за непроцењивим теретом плутонијума и убиће свакога ко му стане на пут.

## Улоге
| Глумац               | Улога              |
| -------------------- | ------------------ |
| Мајкл Кејн           | Мајк Тернер        |
| Сали Филд            | Селест Витман      |
| Тели Савалас         | др Стефан Свево    |
| Карл Малден          | Вилбурд Хабард     |
| Џек Ворден           | Харолд Мередит     |
| Марк Хармон          | Лари Симпсон       |
| Питер Бојл           | Френк Мацети       |
| Анџела Картрајт      | Тереза Мацети      |
| Вероника Хамел       | Сузана Константајн |
| Ширли Најт           | Хана Мередит       |
| Ширли Џоунс          | Џина Роув          |
| Дин Рафаил Ферандини | Кастроп            |
| Слим Пикенс          | Текс Хопкинс       |
| Пол Пицерни          | Курт               |
| Патрик Калитон       | Дојл               |